# Helvella oblongispora
Helvella oblongispora är en svampart som tillhör divisionen sporsäcksvampar, och som beskrevs av Harmaja. Helvella oblongispora ingår i släktet hattmurklor (Helvella), och familjen Helvellaceae. Enligt den finländska rödlistan är arten sårbar i Finland. Arten är reproducerande i Sverige. Artens livsmiljö är friska och torra lundskogar.